# Richard Beymer
Richard Beymer, nato George Richard Beymer, Jr. (Avoca, 20 febbraio 1938), è un attore statunitense.

## Biografia
Cresciuto a Los Angeles, Beymer esordisce al cinema nel 1951, partecipando in veste non accreditata al film La 14ª ora. Prosegue la carriera recitando in molte influenti pellicole degli anni cinquanta e sessanta, tra le quali Stazione Termini (1953), Il diario di Anna Frank (1959), In due è un'altra cosa (1960), West Side Story (1961), Il giorno più lungo (1962) e Le avventure di un giovane (1962).
Nel 1974 debutta alla regia con Innerview. Nel 1991 ottiene una candidatura ai Soap Opera Digest Awards per il ruolo di Benjamin Horne in I segreti di Twin Peaks.
Come guest star partecipa alle serie televisive La signora in giallo, Moonlighting, Star Trek: Deep Space Nine e X Files.
Beymer continua a lavorare per il cinema e la televisione, riprendendo il ruolo di Benjamin Horne nel 2017 nella serie Twin Peaks.

## Filmografia parziale

### Cinema
- La 14ª ora (Fourteen Hours), regia di Henry Hathaway (1951)
- Stazione Termini, regia di Vittorio De Sica (1953)
- Solo per te ho vissuto (So Big), regia di Robert Wise (1953)
- I rivoltosi di Boston (Johnny Tremain), regia di Robert Stevenson (1957)
- Il diario di Anna Frank (The Diary of Anne Frank), regia di George Stevens (1959)
- In due è un'altra cosa (High Time), regia di Blake Edwards (1960)
- West Side Story, regia di Jerome Robbins e Robert Wise (1961)
- L'appartamento dello scapolo (Bachelor Flat), regia di Frank Tashlin (1962)
- Signora di lusso (Five Fingers Exercise), regia di Daniel Mann (1962)
- Le avventure di un giovane (Hemingway's Adventures of a Young Man), regia di Martin Ritt (1962)
- Il giorno più lungo (The Longest Day), regia di Ken Annakin, Andrew Marton, Bernhard Wicki, Darryl F. Zanuck (1962)
- Donna d'estate (The Stripper), regia di Franklin J. Schaffner (1963)
- Paradiso nero (Scream Free!), regia di Bill Brame (1969)
- Cross Country, regia di Paul Lynch (1983)
- Generation, regia di Michael Tuchner (1985)
- Silent Night, Deadly Night 3: Better Watch Out!, regia di Monte Hellman (1989)
- Cintura nera (Blackbelt), regia di Charles Philip Moore (1992)
- Il mio primo bacio (My Girl 2), regia di Howard Zieff (1994)
- The Disappearance of Kevin Johnson, regia di Francis Megahy (1996)
- Foxfire, regia di Annette Haywood-Carter (1996)
- Home the Horror Story (2000)
- Sadie's Waltz (2008)

### Televisione
- Cavalcade of America – serie TV, episodio 2x28 (1954)
- Make Room for Daddy (The Danny Thomas Show dalla quinta all'undicesima stagione) – serie TV, 2 episodi (1956-1957)
- The Gray Ghost – serie TV, episodio 1x05 (1957)
- 26 Men – serie TV, episodio 1x08 (1957)
- I racconti del West (Dick Powell's Zane Grey Theatre) – serie TV, episodio 2x10 (1957)
- Navy Log – serie TV, episodio 3x24 (1958)
- Avventure in elicottero (Whirlybirds) – serie TV, episodio 2x05 (1958)
- Sky King – serie TV, 1 episodio (1958)
- Royal Playhouse (Fireside Theater) – serie TV, 1 episodio (1958)
- Death Valley Days – serie TV, 2 episodi (1958)
- Schlitz Playhouse of Stars – serie TV, 8x12 (1959)
- Playhouse 90 – serie TV, episodio 3x30 (1959)
- The Crisis (Kraft Suspense Theatre) – serie TV, 1 episodio (1965)
- Il virginiano (The Virginian) – serie TV, episodi 3x22-4x09 (1965)
- Polvere di stelle (Bob Hope Presents the Chrysler Theatre) – serie TV, episodio 3x17 (1966)
- Il dottor Kildare (Dr. Kildare) – serie TV, 3 episodio (1966)
- Organizzazione U.N.C.L.E. (The Man from U.N.C.L.E.) – serie TV, episodio 4x10 (1967)
- Insight – serie TV, 3 episodi (1975, 1980)
- The Girl on the Edge of Town – film TV (1981)
- Le Jongleur de Notre Dame – film TV (1982)
- Il profumo del successo (Paper Dolls) – serie TV, 14 episodi (1984)
- Moonlighting – serie TV, episodio 3x05 (1986)
- La signora in giallo (Murder, She Wrote) – serie TV, 6 episodi (1987-1996)
- Buck James – serie TV, 2 episodi (1987-1988)
- Dallas – soap opera, episodio 11x10 (1987)
- The Bronx Zoo – serie TV, 1 episodi0 (1988)
- I segreti di Twin Peaks (Twin Peaks) – serie TV, 30 episodi (1990) - Benjamin Horne
- Danger Island – film TV, regia di Tommy Lee Wallace (1992)
- Star Trek: Deep Space Nine – serie TV, 3 episodi (1993)
- State of Emergency – film TV, regia di Lesli Linka Glatter (1994)
- A Face to Die For – film TV, regia di Jack Bender (1996)
- Le nuove avventure di Flipper (Flipper) – serie TV, episodio 1x21 (1996)
- X-Files (The X-Files) – serie TV, episodio 4x06 (1998)
- Elvis Meets Nixon – film TV, regia di Allan Arkush (1995)
- Mr. Chapel (Vengeance Unlimited) – serie TV, episodio 1x09 (1998)
- Profiler - Intuizioni mortali (Profiler) – serie TV, episodio 3x10 (1999)
- In tribunale con Lynn (Family Law) – serie TV, episodio 3x05 (2001)
- Twin Peaks – serie TV, 6 episodi (2017)

## Doppiatori italiani
Nelle versioni in italiano delle opere in cui ha recitato, Richard Beymer è stato doppiato da:
- Giuseppe Rinaldi in In due è un'altra cosa, West Side Story, Le avventure di un giovane, Il giorno più lungo
- Massimo Rinaldi ne I segreti di Twin Peaks, Twin Peaks (2017)
- Cesare Barbetti ne I rivoltosi di Boston, Il diario di Anna Frank[1]
- Saverio Moriones in La signora in giallo (ep. 8x10 e 9x10), Star Trek: Deep Space Nine
- Corrado Pani in Stazione Termini
- Claudio Capone in Moonlighting
- Mino Caprio in La signora in giallo (ep. 3x21)
- Gianni Giuliano in La signora in giallo (ep. 4x05)
- Romano Malaspina in La signora in giallo (ep. 10x08)
- Roberto Pedicini in La signora in giallo (ep. 12x15)
- Carlo Marini in X-Files
- Dario Penne in Profiler - Intuizioni mortali
- Vittorio De Angelis ne Il mio primo bacio